# Ilbandornis lawsoni
Ilbandornis lawsoni es una especie extinta de ave anseriforme de la familia Dromornithidae que vivió durante el Mioceno. Sus fósiles se han encontrado en el Territorio del Norte, en Alcoota, Australia, lo que indica que habitó en dicho país. Era un ave esbelta de aproximadamente 2 metros de altura y un peso de 95 kg. Tenía un pico grande y se cree que era herbívora.